# 장천추
장천추(張千秋, ? ~ ?)는 전한 후기의 인물로, 경조윤 두릉현(杜陵縣) 사람이다. 대사마 장안세의 맏아들이자 장연수·장팽조의 형이다.

## 행적
장천추는 대장군 곽광의 아들 곽우와 함께 도료장군(渡遼將軍) 범명우를 따라 오환을 친 적이 있었다. 임무를 마치고 돌아와 곽광을 알현하였는데, 곽광이 오환과 싸울 때 펼친 전략과 산천의 형세에 대하여 물으니 군사에 관한 일은 조목조목 대답하고 지형에 관한 일은 그림을 그려 완벽히 설명하였다. 곽광은 곽우에게도 같은 질문을 하였는데, 기억을 못 한 곽우는 문서에 모두 기록되어 있다고만 답하였다. 곽광은 장천추의 재능이 뛰어나고 곽우는 보잘것없다는 사실을 깨닫고, 장차 곽씨는 쇠락하고 장씨가 흥할 것이라고 탄식하였다. 

## 출전
- 반고, 《한서》 권59 장탕전